# David Carnegie, 4. Duke of Fife

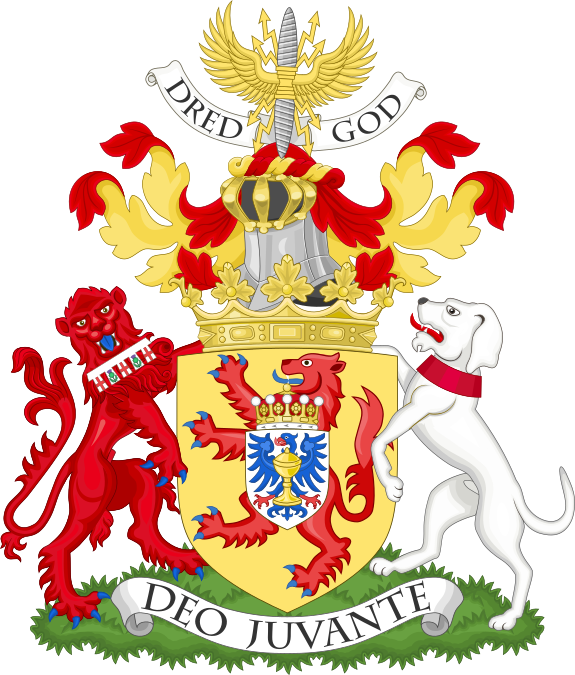
Wappen von David Carnegie, 2017

David Charles Carnegie, 4. Duke of Fife (* 3. März 1961 in Marylebone, London, England) ist ein britischer Peer.

## Leben
Er ist der einzige überlebende Sohn von James Carnegie, 3. Duke of Fife (1929–2015), aus dessen Ehe mit Hon. Caroline Cicely Dewar (1934–2013), Tochter des 3. Baron Forteviot. Als Heir apparent seines Vaters führte er seit Geburt den Höflichkeitstitel Earl of Macduff und ab 1992, als sein Vater diesen ranghöhreren Titel erbte den Höflichkeitstitel Earl of Southesk. Beim Tod seines Vaters am 22. Juni 2015 erbte er dessen Adelstitel als 4. Duke of Fife, 13. Earl of Southesk, 4. Earl of Macduff, 13. Lord Carnegie of Kinnaird, 13. Lord Carnegie of Kinnaird and Leuchars, 5. Baron Balinhard und 10. Baronet, of Pittarrow. Zudem folgte er seinem Vater als Chief des Clan Carnegie.
Als Urenkel einer Tochter König Eduards VII. ist er die höchste Person in der britischen Thronfolge, die kein Nachfahre von König Georg V. ist. Er ist ein Cousin dritten Grades von König Charles III.
Carnegie besuchte das Eton College und studierte am Pembroke College der Universität Cambridge, wo er 1982 einen Bachelor of Arts und 1986 einen Master of Arts erwarb. Er war von 1982 bis 1985 ein Angestellter beim Börsenmakler-Unternehmen Cazenove. Er studierte auch zeitweise am Royal Agricultural College in Cirencester. Zwischen 1988 und 1989 arbeitete er in Edinburgh beim Investitionsmanagement-Unternehmen Bell, Lawrie and Company. Er schloss die University of Edinburgh Business School 1990 mit einem Master of Business Administration ab. Zwischen 1992 und 1996 arbeitete er für die Wirtschaftsprüfer und Finanzberater Reeves and Neylan. 2003 bewohnte er Kinnaird Castle in Angus, Scotland.

## Ehe und Nachkommen
Carnegie heiratete am 16. Juni 1987 in London Caroline Anne Bunting (* 1961). Sie haben drei Söhne:
- Charles Duff Carnegie, Earl of Southesk (* 1989), ⚭ 2020 Camille Ascoli (* 1990);
- Lord George William Carnegie (* 1991);
- Lord Hugh Alexander Carnegie (* 1993).